# Консепсьон (провинция, Перу)
Консепсьон (исп. Provincia de Concepción, кечуа Kunsipsyun pruwinsya) — одна из 9 провинций перуанского региона Хунин. Площадь составляет 3 067,52 км². Население по данным на 2007 год — 60 121 человек. Плотность населения — 19,9 чел/км². Столица — одноимённый город.

## История
Провинция была образована 30 ноября 1952 года.

## География
Расположена в центральной части региона. Граничит с провинциями: Сатипо (на востоке), Уанкайо (на юге), Чупака (на юго-западе), Хауха (на севере), а также с регионом Лима (на западе).

## Административное деление
В административном отношении делится на 15 районов:
- Ако
- Андамарка
- Чамбара
- Кочас
- Комас
- Консепсьон
- Эроинас-Толедо
- Мансанарес
- Марискал-Кастилья
- Матауаси
- Мито
- Нуэве-де-Хунио
- Оркотуна
- Сан-Хосе-де-Керо
- Санта-Роса-де-Окопа